# 砂田麻美
砂田麻美（日语：砂田麻美，1978年4月9日—）是出生於日本東京都的女性導演。

## 經歷
砂田麻美在就讀慶應義塾大學時便開始學習影片拍攝的方法，畢業後則從事了接案的自由業，當時曾擔任過河瀨直美、岩井俊二、是枝裕和等導演的助手。
之後因砂田麻美的父親砂田知昭身患癌症，而砂田麻美在父親臨死前以他為題材及影片主角、拍攝了描述人生末期與家人共處的紀錄片《多桑的待辦事項》。該影片後續為砂田麻美得到報知電影獎或橫濱電影節的新人獎。
之後2013年砂田麻美執導了吉卜力工作室的動畫《風起》片尾曲《飛機雲》音樂影片，並與多玩國公司的會長川上量生合作，拍攝了在2013年秋季上映、以吉卜力工作室為題材的紀錄片《夢想與瘋狂的王國》。

## 個人作品

### 執導影片
- 多桑的待辦事項（2011年）
- 夢想與瘋狂的王國（2013年）

### 音樂影片
- 飛機雲（2013年）

### 著書
- 無聲的煙火

## 榮譽
- 2011年第35屆山路文子電影獎：文化獎[6]
- 2011年第36屆報知電影獎：新人獎[2]
- 2011年第52屆日本電影導演協會：新人獎[1]
- 2012年第26屆高崎電影祭：新銳導演大獎[7]
- 2012年第33屆橫濱電影節：新人導演獎[3]
- 2012年第62屆藝術選獎：新人獎[8]